# Rheumaptera lugens
Rheumaptera lugens là một loài bướm đêm trong họ Geometridae.